# Enríquez de Valderrábano
Enríquez de Valderrábano, również Enrique lub Anrriquez Valderravano (ur. około 1500 w Peñaranda de Duero, zm. około 1557) – hiszpański kompozytor.

## Życiorys
Był autorem wydanego w 1547 roku w Valladolid dzieła Libro de música de vihuela intitulado Silva de Sirenas, z którego przedmowy pochodzą jedyne znane informacje na temat kompozytora. Pochodził z Peñaranda de Duero, a dzieło swoje zadedykował księciu Mirandy Franciscowi de Zúñidze, na którego dworze mógł przypuszczalnie służyć. Podzielona na 7 ksiąg Silva... jest zbiorem tabulatur przeznaczonych na vihuelę. Zawarte zostały w niej transkrypcje różnych popularnych ówcześnie świeckich i sakralnych utworów wokalnych przeznaczone na 1 lub 2 vihuele, w tym m.in. opracowania pieśni Josquina des Prés, Cristóbala de Morales, Jeana Moutona, Nicolasa Gomberta i Adriana Willaerta.